# Tunnel Setup Protocol
Le Tunnel Setup Protocol est un protocole réseau utilisé pour négocier les paramètres d'un tunnel entre une machine cliente et le système d'un fournisseur de tunnel. Ce protocole est défini par la RFC 5572.
TSP est essentiellement utilisé dans le contexte de la transition d'IPv4 vers IPv6.

## Négociation des paramètres
TSP négocie les paramètres suivants :
- authentification de l'utilisateur par Simple Authentication and Security Layer (SASL, RFC 4422[2]),
- type d'encapsulation :
  - 6in4 (RFC 4213[3])
  - 4in6 (RFC 2473[4])
  - IPv6 encapsulé dans des datagrammes UDP qui facilite la traversée des NAT.
- les adresses IP des extrémités du tunnel,
- les enregistrements DNS,
- le mécanisme de maintien du tunnel,
- les préfixes IPv6 routés,
- les protocoles de routages utilisés.

## Session TSP
La session TSP est initiée par le client dans le but de créer un tunnel 6in4 avec un fournisseur de tunnel. La session consiste en l'échange de paramètres encodées en XML à travers une connexion TCP ou UDP. La session terminée, le client peut configurer le tunnel proprement dit avec les paramètres ainsi négociés.